# Amenardes (cràter)
Amenardes és un cràter d'impacte en el planeta Venus de 27,9 km de diàmetre. Porta el nom d'Amenardes I (718-655 aC), princesa egípcia, i el seu nom va ser aprovat per la Unió Astronòmica Internacional el 1991.